# Lascoria decolor
Lascoria decolor là một loài bướm đêm trong họ Noctuidae.